# Biegi narciarskie na Mistrzostwach Świata w Narciarstwie Klasycznym 2019 – sztafeta kobiet
Sztafeta 4 × 5 km kobiet była jedną z konkurencji na Mistrzostwach Świata w Narciarstwie Klasycznym w austriackim Seefeld in Tirol. Rywalizacja została rozegrana 28 lutego. Do startu przystąpiło 17 sztafet, lecz podczas biegu  reprezentacje Chin i Ukrainy zostały zdublowane. Tytułu z 2017, z fińskiego Lahti nie obroniły Norweżki, Polska sztafeta w składzie Monika Skinder, Justyna Kowalczyk, Izabela Marcisz, Urszula Łętocha uplasowała się na trzynastej pozycji.
Dwie pierwsze zawodniczki pobiegły po 5 km techniką klasyczną. Po przebiegnięciu tego dystansu, dwie kolejne zawodniczki biegły po 5 km techniką dowolną.

## Wyniki
| Miejsce | Nr | Państwo           | Zawodniczki                                                                      | Czas                                      | Strata  |
| ------- | -- | ----------------- | -------------------------------------------------------------------------------- | ----------------------------------------- | ------- |
| 01 !    | 2  | Szwecja           | Ebba Andersson Frida Karlsson Charlotte Kalla Stina Nilsson                      | 55:21,0 14:43,7 14:28,7 13:00,7 13:07,9   | —       |
| 02 !    | 1  | Norwegia          | Heidi Weng Ingvild Flugstad Østberg Astrid Jacobsen Therese Johaug               | 55:24,1 14:44,1 14:26,9 13:20,9 12:52,2   | +3,1    |
| 03 !    | 3  | Rosja             | Julija Biełorukowa Anastasija Siedowa Anna Nieczajewska Natalja Niepriajewa      | 57:24,8 14:43,5 14:39,5 14:09,3 13:52,5   | +2:03,8 |
| 4.      | 6  | Niemcy            | Victoria Carl Katharina Hennig Sandra Ringwald Laura Gimmler                     | 58:07,3 14:51,1 14:31,1 14:12,1 14:33,0   | +2:46,3 |
| 5.      | 5  | Stany Zjednoczone | Julia Kern Sadie Maubet Bjornsen Rosie Brennan Jessica Diggins                   | 58:27,0 15:27,7 15:02,7 13:46,6 14:10,0   | +3:06,0 |
| 6.      | 4  | Finlandia         | Laura Mononen Krista Pärmäkoski Riitta-Liisa Roponen Eveliina Piippo             | 59:08,7 15:02,3 14:53,7 14:07,7 15:05,0   | +3:47,7 |
| 7.      | 9  | Włochy            | Anna Comarella Lucia Scardoni Elisa Brocard Ilaria Debertolis                    | 59:15,9 14:54,5 15:50,1 13:59,3 14:32,0   | +3:54,9 |
| 8.      | 12 | Francja           | Anouk Faivre-Picon Laura Chamiot-Maitral Delphine Claudel Flora Dolci            | 59:21,9 15:13,2 15:21,3 14:18,7 14:28,7   | +4:00,9 |
| 9.      | 8  | Słowenia          | Katja Višnar Anamarija Lampič Alenka Čebašek Eva Urevc                           | 59:42,2 15:52,6 15:08,1 14:08,1 14:33,4   | +4:21,2 |
| 10.     | 7  | Szwajcaria        | Laurien van der Graaff Nadine Fähndrich Lydia Hiernickel Nathalie von Siebenthal | 59:51,9 12:43,0 13:02,4 14:57,4 15:54,9   | +4:30,9 |
| 11.     | 11 | Czechy            | Kateřina Razýmová Petra Hynčicová Petra Nováková Sandra Schützová                | 1:00:14,0 15:20,5 15:36,5 14:28,9 14:48,1 | +4:53,0 |
| 12.     | 13 | Kanada            | Katherine Stewart-Jones Emily Nishikawa Cendrine Browne Dahria Beatty            | 1:00:23,7 15:16,8 15:26,3 15:15,0 14:25,6 | +5:02,7 |
| 13.     | 10 | Polska            | Monika Skinder Justyna Kowalczyk Izabela Marcisz Urszula Łętocha                 | 1:00:25,7 16:47,7 14:47,6 13:54,5 14:55,9 | +5:04,7 |
| 14.     | 14 | Japonia           | Masako Ishida Kozue Takizawa Miki Kodama Sumiko Ishigaki                         | 1:01:24,0 14:54,9 16:02,7 15:00,2 15:26,2 | +6:03,0 |
| 15.     | 15 | Kazachstan        | Anna Szewczenko Irina Bykowa Marina Matrosowa Walerija Tiuleniewa                | 1:02:14,4 15:43,1 16:10,7 15:29,5 14:49,1 | +6:51,4 |
| 16.     | 17 | Chiny             | Chi Chunxue Ma Qinghua Meng Honglian Li Xin                                      | LAP 15:46,0 17:04,5 26:46,9 LAP           | –       |
| 17.     | 16 | Ukraina           | Julija Krol Tetiana Antypenko Walancina Kaminska Wiktorija Olech                 | LAP 16:53,8 16:34,8 LAP                   | –       |